# Nhật Bản xâm chiếm Sumatra (1942)
Cuộc hành quân xâm chiếm Sumatra là cuộc tấn công của quân đội Nhật Bản vào Đông Ấn Hà Lan diễn ra từ ngày 14 tháng 2 đến ngày 28 tháng 3 năm 1942. Cuộc xâm chiếm là một phần của Chiến tranh Thái Bình Dương ở Đông Nam Á trong Thế chiến 2 và dẫn đến việc chiếm giữ hòn đảo. Cuộc xâm chiếm Sumatra đã được lên kế hoạch xảy ra trước cuộc xâm lược Java để phá huỷ sườn phía tây của Đồng minh và cho phép tiếp cận Java.

## Hoàn cảnh
Sau khi Nhật Bản chinh phục thành công bán đảo Mã Lai, quân Đồng minh bắt đầu chuyển nhân sự vào tháng 12 năm 1941 đến Sumatra. Các máy bay ném bom đầu tiên của Anh và Úc được di chuyển tiếp về phía nam của hòn đảo để hồi phục sau những tổn thất trên bán đảo Mã Lai. Ngoài ra, một đoàn xe vận tải đã đưa khoảng 3,400 quân Úc đến Sumatra.
Trong một hội nghị chung vào ngày 16 tháng 12, Hà Lan đã yêu cầu viện trợ để tăng cường phòng thủ Sumatra và Java. Hơn nữa, các kế hoạch đã được thực hiện ở Sabang để thành lập các trại tiếp tế Medan và Pekanbaru. Tuy nhiên, các kế hoạch này đã được sửa đổi vào ngày 27 tháng 12, với các sân bay P1 (Pangkalanbenteng) và P2 (Praboemoelih) gần Palembang được chọn làm địa điểm của trụ sở mới để bố trí các máy bay ném bom hoạt động. P2 đã không được phát hiện bởi các chuyến bay trinh sát Nhật Bản cho đến lúc đó. Do tình trạng tồi tệ của các sân bay, việc di dời bắt đầu vào ngày 31 tháng 12; Nhân viên mặt đất có sẵn đã đến vào đầu tháng 1. Một sân bay khác nằm ở Oosthaven, mà ngày nay là Bandar Lampung. Công việc trên các con đường cũng được bắt đầu ở Medan và Pekanbaru. Việc thiếu súng phòng không được khắc phục bằng việc chuyển giao 6 pháo phòng không hạng nặng và 6 khẩu Bofors hạng nhẹ cho mỗi sân bay Palembang. 8 khẩu pháo phòng không khác được đặt tại các nhà máy lọc dầu. Tuy nhiên, đã có sự thiếu hụt đạn dược, bởi vì các tàu vận chuyển đạn dược đã bị đánh chìm bởi người Nhật trong quá trình vượt biển.

## Chiến dịch L
Cuộc không kích đầu tiên của Nhật Bản diễn ra vào ngày 6 tháng 2 và đánh trúng sân bay P1 tại Palembang. Đồng minh mất 2 máy bay ném bom Blenheim và 4 chiếc Hurricanes. 2 chiếc Hurricanes khác bị hư hại. Trên mặt đất, quân Nhật đã tiêu diệt 2 chiếc Buffalos. Trong cuộc tấn công, Đồng minh chỉ bắn rơi một chiếc Nakajima Ki-43 duy nhất của Nhật Bản. Như một động thái đối phó, quân Đồng minh bắt đầu các cuộc không kích ban đêm chống lại các phòng tuyến của Nhật Bản trên bán đảo Mã Lai và bảo vệ trên không cho các đoàn xe tị nạn từ Singapore.
Đối với Chiến dịch "L", quân Nhật đã vận chuyển Trung đoàn Bộ binh 229 thuộc Sư đoàn Bộ binh 38 từ Hồng Kông đến vịnh Cam Ranh ở Đông Dương. Từ đây, 8 tàu vận tải khởi hành vào ngày 9 tháng 2 năm 1942, được bảo vệ bởi một tuần dương hạm, 4 khu trục hạm, 5 tàu quét mìn và 2 tàu săn ngầm dưới quyền chỉ huy của Chuẩn Đô đốc Shintarō Hashimoto để xâm chiếm Bangka và Palembang. Ngày hôm sau, Chuẩn Đô đốc Jisaburō Ozawa tiếp nối cùng Hạm đội Bảo vệ phía Tây, bao gồm soái hạm tuần dương hạm Chōkai cùng 5 tuần dương hạm khác và 3 khu trục hạm cùng một Liên đội Không quân dưới quyền chỉ huy của Chuẩn Đô đốc Kakaji Kakuta bao gồm tàu sân bay Ryūjō và một khu trục hạm. Phần lớn lực lượng đổ bộ tiếp nối vào ngày 11 tháng 2 trong 13 tàu vận tải được hộ tống bởi 1 tuần dương hạm hạng nặng, 1 khu trục hạm nhỏ, 4 khu trục hạm và 1 tàu săn ngầm.
Tàu chở dầu Manvantara của Hà Lan bị máy bay Nhật Bản đánh chìm vào ngày 13 tháng 2 năm 1942 tại biển Java. 4 tàu ngầm Hà Lan đang chờ đợi tại quần đảo Anambas; tuy nhiên, chúng không thể tiếp cận hạm đội Nhật. Các tàu vận tải đến Singapore, và sau đó các tàu chở hàng tị nạn Đồng minh đang di chuyển theo hướng Java và Sumatra đã bị máy bay Nhật Bản từ Ryūjō tấn công. Ngoài ra, chúng còn gây hư hại cho tuần dương hạm hạng nhẹ Durban của Anh, vốn phải quay đầu đi Colombo. Người Nhật tấn công liên tục bằng máy bay từ Ryūjō và bằng máy bay ném bom đặt căn cứ trên đất liền từ đơn vị không quân Genzan. 2 tàu chở dầu của Đồng minh, một tàu hơi nước và nhiều tàu nhỏ hơn đã bị đánh chìm, và một tàu chở dầu khác và 2 tàu vận tải bị hư hại nghiêm trọng.
Vào lúc 8 giờ sáng ngày 14 tháng 2, người cảnh giác không kích cảnh báo Palembang về một đợt tấn công lớn của Nhật Bản đang trên đường bay đến thị trấn. Tất cả các lực lượng không quân Đồng minh có sẵn vào thời điểm đó đang thực hiện các nhiệm vụ bảo vệ các đoàn tàu vận tải biển và không nằm trong tầm với vô tuyến. Đầu tiên, một đợt máy bay ném bom Nhật Bản đã thả tải xuống sân bay P1, tiếp theo là bắn phá từ các máy bay tiêm kích đi kèm. Ngay sau đó, 260 lính dù Nhật Bản thuộc Sư đoàn Nhảy dù 1 Nhật Bản đã đổ bộ lên P1. Họ đến từ sân bay Kahang bị chiếm giữ ở Mã Lai. Đợt thứ hai bao gồm 100 lính dù từ Kluang đổ bộ ngay sau đó vài km về phía tây của P1 gần nhà máy lọc dầu.
Trong lực lượng phòng thủ chỉ có 150 lính phòng không Anh, 110 lính Hà Lan và 75 lính phòng không Anh tại P1. Trong khi quân Nhật chất đống xe cộ để chặn đường, các cuộc đọ súng nhỏ đã nổ ra với quân phòng thủ và một số máy bay hạ cánh đã thành công trong việc tiếp tế nhiên liệu. Các máy bay ngay lập tức bay đến sân bay chưa được phát hiện, P2. Trụ sở chính cũng chuyển đến P2 sau khi tin tức từ nhà máy lọc dầu và từ Palembang đến. Vào buổi chiều, nó đi vào bế tắc. Người Anh vẫn giữ sân bay, nhưng, đạn dược của họ bị thiếu và họ bị cản trở bởi sự phong toả đường phố. Sau khi một báo cáo sai lệch về các cuộc đổ bộ nhảy dù khác của Nhật Bản ở khoảng cách khoảng 25 km lan rộng, viên chỉ huy người Anh, H. G. Maguire, đã quyết định sơ tán khỏi sân bay và thị trấn. Ngày hôm sau, 100 quân Nhật khác đổ bộ vào nhà máy lọc dầu. Sau một cuộc giao tranh dữ dội kéo dài cả ngày, quân phòng thủ đã đẩy lùi quân Nhật, nhưng nhà máy lọc dầu đã bị hư hại nặng nề bởi hoả lực súng máy và bốc cháy. Các cơ sở nhỏ hơn xung quanh đã bị hư hại.
Trong khi đó, hạm đội hộ tống đã khởi hành dưới quyền Phó Đô đốc Ozawa về phía bắc Bangka để tạo thành một màn hộ tống cho cuộc đổ bộ của quân Nhật diễn ra không lâu sau đó. Một đội tiên phong đã lên bờ trên Bangka, trong khi các đơn vị chính đã đổ bộ gần Palembang ở cửa sông Musi và tiến dọc theo sông đến thị trấn. Một hệ thống phòng thủ ở cửa sông đã không được người Hà Lan dựng lên vì nó bị họ đánh giá là vô dụng trước hoả lực pháo binh được mong đợi từ các con tàu.
Vào lúc này, máy bay trinh sát Nhật Bản đã phát hiện hạm đội ABDA, dưới quyền chỉ huy của Chuẩn Đô đốc Karel Doorman, tại Gasperstrasse, hay còn gọi là eo biển Gaspar, trên một hướng bắc. Theo lệnh của Wavell, Doorman đã tập hợp hạm đội, bao gồm các tuần dương hạm Hà Lan De Ruyter, Java và Tromp, cũng như tuần dương hạm Anh Exeter và tuần dương hạm hạng nhẹ của Úc Hobart cùng với 9 khu trục hạm và điểm hẹn tại vịnh Lampung, Nam Sumatra. Chúng khởi hành từ đây vào ngày 14 tháng 2 với hy vọng đánh chặn hạm đội đổ bộ Nhật Bản về phía bắc đảo Bangka sau khi lần đầu tiên đi qua eo biển Gaspar. Máy bay Nhật Bản ngoài khơi Ryūjō, và sau đó là máy bay ném bom đặt căn cứ trên đất liền từ Mã Lai, bắt đầu tấn công hạm đội ABDA vào khoảng giữa trưa ngày hôm sau, và tiếp tục tấn công suốt buổi chiều, điều náy sau đó buộc Doorman phải rút tất cả các tàu của mình về phía nam trước khi nhìn thấy hạm đội đổ bộ Nhật Bản.
Hạm đội đổ bộ ở eo biển Bangka cũng đã bị máy bay trinh sát Anh từ P2 phát hiện. Vào sáng sớm, 22 chiếc Hurricanes, 35 chiếc Blenheims và 3 chiếc Hudson, đã cố gắng tấn công các con tàu. Tuy nhiên, chúng đã bị các máy bay Nhật Bản giao chiến trong các trận không chiến dữ dội. Tại P2, tin tức về việc lính dù Nhật Bản đổ bộ tại P1 đã được biết đến. Chỉ huy đã khởi xướng việc chuẩn bị sơ tán khỏi sân bay. Tuy nhiên, sau đó, tin tức đến muộn hơn rằng P1 vẫn chưa được từ bỏ đã dẫn đến việc các máy bay quay trở lại được chuẩn bị vào ban đêm cho một cuộc tấn công mới. Trong sương mù buổi sáng, máy bay chiến đấu Đồng minh đã thực hiện các cuộc tấn công dữ dội chống lại người Nhật vừa bắt đầu hạ cánh tại cửa sông Musi. Máy bay Nhật rút lui ngay sau khi trận chiến bắt đầu, do đó quân Đồng minh đã thành công trong việc bắn trúng trực tiếp vào các tàu vận tải. 20 tàu đổ bộ đã bị đánh chìm, và bên cạnh đó, hàng trăm người Nhật đã thiệt mạng. Kết quả cuối cùng của Đồng minh đạt được là do Hurricanes tấn công tàu đổ bộ không được bảo vệ trên bãi biển phía tây nam Bangka.
Trong khi đó, bộ chỉ huy Hà Lan đã gửi lệnh phá huỷ các bãi chứa dầu và bãi cao su. Các phà trên Musi sẽ bị phá huỷ trong một giờ tới để người Nhật không thể sử dụng chúng. Ngoài ra, những người bảo vệ P1 đã bắt đầu rút lui nhanh chóng. Vào đêm ngày 15 tháng 2, các đơn vị Nhật Bản, vốn sống sót sau cuộc không kích tại cửa sông Musi, đã đến Palembang và giải vây cho lính dù đổ bộ lên P1 và nhà máy lọc dầu.
Thống chế Archibald Percival Wavell là Tư lệnh tối cao của ABDA. Vào sáng ngày 15 tháng 2, Wavell sắp xếp một cuộc rút lui thường xuyên để đổ bộ binh lính của mình tại Oosthaven, nơi một số tàu nhỏ nằm trong cảng. Có 2,500 thành viên RAF, 1,890 lính bộ binh Anh, 700 quân Hà Lan và khoảng 1,000 thường dân đã được sơ tán bằng 12 tàu vào ngày 17 tháng 2. Tàu hộ tống Burnie Úc đã hỗ trợ cho cuộc rút lui và phá huỷ các cơ sở cảng và bể chứa dầu. Một chiếc tàu hơi nước nhỏ hơn nằm neo lâu hơn một chút trong bến cảng để có thể tiếp nhận những người tị nạn đến sau này.
Trong thời gian tạm thời, người Nhật đã hoàn toàn chiếm Palembang và đã phá huỷ các nhà máy lọc dầu tại 2 trạm nhỏ hơn. Các tàu vận chuyển nhỏ chạy ngược dòng sông đến Menggala.
Tất cả các máy bay tiêm kích Đồng minh còn lại đã cất cánh vào ngày 16 tháng 2. Các nhân viên của các sân bay tiến hành bằng đường biển đến Ấn Độ. Vì Nhật Bản không tiến lên trong thời gian này đến Oosthaven, một lực lượng đặc nhiệm lại lên bờ tại đây vào ngày 20 tháng 2 để cứu phụ tùng máy bay cũng như phá huỷ các cơ sở khác có thể sử dụng được.
Ngày 24 tháng 2, quân Nhật đi đến Gelumbang.

## Chiến dịch T
Các đơn vị Đồng minh còn lại trên đảo Sumatra, chủ yếu từ Quân đội Hoàng gia Đông Ấn Hà Lan (KNIL), rút vào các tỉnh giữa và phía bắc của hòn đảo. Người Hà Lan đã lên kế hoạch tái chinh phục Palembang từ đó và trục xuất người Nhật khỏi đảo. Điều này đã bị thất bại bởi một cuộc truy đuổi hung hăng của Nhật Bản từ Palembang với một trung đoàn trinh sát cơ giới khoảng 750 người. Các lực lượng đông hơn và rút lui dưới sự chỉ huy của Thiếu tá C.F. Hazenberg chỉ có khoảng 350 lính chính quy KNIL trong 2 đại đội. Họ cũng bị phân tán kém và chỉ có thể chống lại các hành động trì hoãn, cho phép người Nhật được huấn luyện và trang bị tốt hơn nhanh chóng tiến lên. Sau 3 tuần, quân Nhật cuối cùng đã bị khống chế tại Moearatebo vào ngày 2 tháng 3. Quân tiếp viện Hà Lan từ Padangpandjang đã có thể di chuyển lên khi mưa lớn khiến các con sông không thể đi qua bằng cách chạy 27 ft trên đồng hồ đo lũ của họ. Sự chậm trễ này đã cho các chỉ huy KNIL địa phương thời gian để triển khai thêm các đơn vị từ các tỉnh giữa, do đó ngăn chặn sườn của các đơn vị rút lui bị xoay chuyển.
Ngày 3-7 tháng 3 chứng kiến những cuộc giao tranh ác liệt khi các đơn vị Nhật Bản cố gắng vượt sông. Khi cuộc tấn công dừng lại, các điệp viên Hà Lan quay trở lại với báo cáo về nhiều người chết và bị thương. Họ cũng báo cáo rằng trung đoàn bây giờ chỉ có khoảng 200 người. Phấn khởi trước các báo cáo, Thiếu tá Hazenberg quyết định phản công vào đêm 8-9 tháng 3. Vào ngày 7-8, một số thuyền bản địa đã được tập hợp khuất tầm nhìn và chất đầy vật tư và đạn dược trong khi các nhóm tấn công hình thành. Tuy nhiên, vào ngày 8 tháng 3, tin tức về sự đầu hàng của Java đã đến, tất cả các nỗ lực tấn công đã phải bị phá vỡ vì Sumatra phụ thuộc vào việc cung cấp nguồn cung cấp từ Java và nó đã được quyết định thực hiện việc phòng thủ. Tây Sumatra phải được để lại cho Nhật Bản và chỉ một phần nhỏ của phía bắc sẽ được trấn giữ với các lực lượng sẵn có càng lâu càng tốt, cho đến khi một cuộc di tản trên biển có thể được tổ chức.
Trong cuộc rút lui, các đơn vị KNIL đã phá huỷ tất cả các sân bay và cơ sở cảng. Họ rút vào các vị trí phòng thủ ở lối vào phía nam của thung lũng Alice (Alas), nơi họ dự định giam giữ quân Nhật càng lâu càng tốt. Nếu các vị trí thất thủ, một cuộc chiến tranh du kích từ các vùng lân cận đã được lên kế hoạch. Thật vậy, nó sẽ trở nên khó khăn vì dân Sumatra không hợp tác với người Hà Lan, với tư cách là một cường quốc thực dân lâu đời, mà ngược lại sẽ phải bội Nhật Bản các vị trí của Hà Lan. Điều này đặc biệt rõ ràng khi người Hà Lan muốn di chuyển khoảng 3,000 người Âu châu và thường dân Kitô giáo trong các trại tị nạn từ bờ biển tỉnh Aceh. Một cuộc nổi dậy của người Hồi giáo nổ ra ngay sau khi bắt đầu cuộc đổ bộ của Nhật Bản đã ngăn chặn hành động này.
Chiến dịch T bắt đầu vào ngày 28 tháng 2 khi 27 tàu vận tải với 22,000 quân của Vệ binh Hoàng gia khởi hành từ Singapore. Chúng được chia thành 4 đoàn tàu vận tải và được hộ tống bởi 3 tuần dương hạm, 10 khu trục hạm, tàu tuần tra và các đơn vị phòng thủ tàu ngầm. Bởi vì phòng không và phòng thủ bờ biển của đồng minh không tồn tại vào thời điểm đó, họ đã đến phía bắc Sumatra hoàn toàn không bị kiểm soát.
Vào ngày 12 tháng 3, Biệt đội Kobayashi chiếm đảo Sabang và sân bay tại Koetaradja mà không gặp phải sự kháng cự. Biệt đội Yoshida đã đổ bộ xuống phía nam Idi với một tiểu đoàn bộ binh duy nhất với lệnh chiếm các mỏ dầu Lantja và Pangkalan Brandan. Sau đó, nó sẽ tiến về phía nam về phía Medan và gây áp lực lên các vị trí của Hà Lan ở đó. Lực lượng chính đổ bộ khoảng 4 dặm về phía tây bắc của Tandjoengtiram. Đó là lái xe dọc theo đường cao tốc Pematang Siantar-Balige-Taroetoeng và cắt đứt bất kỳ lực lượng KNIL nào cố gắng rút khỏi Medan và cũng lái xe về phía bắc đến Medan và chiếm sân bay ở đó.
Sumatra thất thủ vào ngày 28 tháng 3 khi Thiếu tướng Hà Lan R. T. Overakker với 2,000 quân đầu hàng gần thị trấn Kutatjane ở Bắc Sumatra. Nhiều tù binh Đồng minh đã bị Nhật Bản buộc phải xây dựng một tuyến đường sắt giữa Pekanbaru và Moera. (Overakker cùng với các sĩ quan khác của KNIL bị giam giữ đã bị bắn vào năm 1945 trước sự thất bại sắp xảy ra của người Nhật.)